# أنديرس دانيلسون
أنديرس دانيلسون (بالسويدية: Anders Danielsson) هو ضابط شرطة سويدي، ولد في 27 ديسمبر 1953 في Hököpinge ‏ في السويد.